# Timber Timbre
Timber Timbre ist eine kanadische Folk-Band aus der Provinz Ontario.

## Geschichte
Seit ihrer Gründung 2005 veröffentlichte Timber Timbre sieben Studioalben. Die ersten beiden Alben wurden unabhängig von einem Label bzw. einer Plattenfirma veröffentlicht, seit dem dritten – selbstbetitelten – Album stehen Timber Timbre bei dem Independentlabel Arts & Crafts Productions unter Vertrag.
Das Album Timber Timbre wurde 2009 für den kanadischen Polaris Music Prize nominiert und von der Wochenzeitung Eye Weekly zum Album des Jahres gekürt.
Der Song Magic Arrow fand in der zweiten Folge der dritten Staffel der von AMC produzierten Fernsehserie Breaking Bad Verwendung.
2011 wurde das vierte Album, Creep On Creepin' On, erneut für den Polaris Music Prize nominiert.
Peter Gabriel coverte auf dem 2010 erschienenen Studioalbum mit dem Namen Scratch My Back zwölf Lieder von verschiedenen Künstlern. Drei lehnten es jedoch ab an dem später im Jahr 2013 erschienenen Kompilations-Album des Folgeprojektes And I’ll Scratch Yours teilzunehmen. Feist sprang deshalb neu ein und coverte zusammen mit Timber Timbre das Lied Don’t Give Up von Peter Gabriel, das er im Original mit Kate Bush zusammen sang.

## Diskografie
- 2006: Cedar Shakes
- 2007: Medicinals
- 2009: Timber Timbre
- 2011: Creep On Creepin' On
- 2014: Hot Dreams
- 2017: Sincerely, Future Pollution
- 2023: Lovage